# Fideïsme
In de christelijke theologie is fideïsme de naam voor een aantal opvattingen die, op verschillende gronden, beweren dat de rede niet relevant is voor het geloof.
Volgens sommige versies van fideïsme is de rede een antithese van geloof. Volgens anderen, heeft het geloof meer gezag dan de rede, en omdat rede dus ondergeschikt is aan geloof kan het geloof niet bewezen of ontkracht worden door de rede.
Het woord is afgeleid van het Latijnse fides (= geloof) en kenschetst de houding van de gelovige die zegt: "Ik geloof nu eenmaal, God heeft mij dit geschenk gegeven. Ik aanvaard het, belijd en beleef het en denk er verder niet over na."
Fideïsten verdedigen hun geloof niet volgens de lijn van de apologetiek.
Een veelvoorkomend fideïstisch leerstuk is dat redelijke of wetenschappelijke bewijzen voor het bestaan van God niet ter zake zijn en ondeugdelijk, deze godsbewijzen hebben geen enkele reden van bestaan in de fideïstische theologie. 
De redenering is vaak als volgt: de christelijke theologie leert dat de mens door het geloof in God wordt gered (dat wil zeggen door te vertrouwen op het empirisch onbewijsbare). Maar als het bestaan van God bewezen kan worden, dan wordt het geloof overbodig. Dus, als de christelijke, fideïstsche theologie juist is, kan er geen direct bewijs voor het bestaan van God zijn. 

## Fideïsme in de islam
In het christendom is het fideïsme een belangrijk onderwerp voor theologische discussie, en dat is het ook in andere religies. In de islam neemt de theoloog Al-Ghazali ongeveer dezelfde positie in als Tertullianus wat betreft het fideïsme met zijn Tahafut al-falasifa, of "De tegenstrijdigheden van de filosofen". Als de rede tot een andere uitspraak komt dan de openbaring moet de rede wijken. Ghazali's absolute autoriteit van het geloof en de openbaring boven de rede is de standaardopvatting van de orthodoxe islam.

## Kritiek
- Filosofen die geen fideïst zijn, stellen dat het fideïsme geen enkele reden geeft waarom we een religieus geloof nodig hebben om tot ware uitspraken te komen.
- Er is geen bewijs dat een geloof dat de rede verwerpt ons dienstig kan zijn als we op zoek gaan naar de waarheid.
- De vraag aan het fideïsme is: Waarom zouden we minder strikte criteria gebruiken voor de toetsing van geloofszaken dan bij de toetsing van andere beweringen?

Een beroemde fideïst was Michel de Montaigne (1533-1592).
Blaise Pascal heeft fideïstische uitspraken gedaan.